# Tome Faisi
Tome Faisi (21 gennaio 1982) è un calciatore salomonese, difensore dei Solomon Warriors  e della Nazionale salomonese.

## Carriera

### Club
Ha vinto due titoli nazionali con i Salomon Warriors.

### Nazionale
Ha esordito con la Nazionale salomonese nel 2007.

## Palmarès

### Club
- Campionato di calcio delle Isole Salomone: 2

Salomon Warriors: 2011-12, 2012-13